# Palosaari (ö i Finland, Södra Savolax, S:t Michel, lat 61,87, long 26,60)
Palosaari är en ö i Finland. Den ligger i sjön Puula och i sjön Puula och i kommunen Kangasniemi i den ekonomiska regionen  S:t Michel och landskapet Södra Savolax, i den södra delen av landet, 210 km norr om huvudstaden Helsingfors. Öns area är 1,8 hektar och dess största längd är 190 meter i sydöst-nordvästlig riktning.